# Politiecollege
Het Politiecollege is een Belgisch orgaan dat het gezag uitoefent in politiezones die uit meerdere gemeenten bestaan. Het gezag wordt uitgeoefend over de korpschef en de lokale politie.
De bevoegdheden hiervan zijn vergelijkbaar met die van het college van burgemeester en schepenen zoals deze waren tijdens de periode van de voormalige gemeentepolitie. Het politiecollege wordt gevormd door de burgemeesters van de aangesloten gemeenten in de politiezone. Een van de burgemeesters wordt gekozen tot voorzitter. Deze is gelijktijdig ook voorzitter van de politieraad.
De vergaderingen die tevens worden bijgewoond door de korpschef en de (ambtelijk) secretaris, zijn niet openbaar.
De rol van de korpschef in de vergadering is dat deze het college actief inlicht over alle aangelegenheden van zijn korps en over initiatieven voortvloeiend uit het zonaal veiligheidsplan. De korpschef stelt de prioriteiten, taken en opdrachten binnen het korps, echter als er ingrijpende wijzigingen in de organisatiestructuur wordt deze op voorhand overlegd en uiteindelijk door het politiecollege bekrachtigd.
Het is de bevoegdheid van het college te beslissen welke materialen en middelen worden aangekocht om de taken uit te kunnen voeren. Hier adviseert echter de korpschef, waar bij het stellen van prioriteiten het college adviseert.